# Gilco
Il nome Gilco identifica un marchio fondato da Gilberto Colombo nel 1947.
Con questo marchio (acronimo del suo nome), e con il marchio correlato Gilco Design, Colombo firmava tutti i suoi progetti, sia quelli promossi in proprio dalla Gilco Autotelai, sia quelli messi a punto per terzi.
Il marchio è tuttora attivo.
Gli interventi di restauro sui telai originali Gilco sono effettuati dalla Trafiltubi, azienda fondata da Gilberto Colombo stesso e tuttora attiva, che custodisce la documentazione relativa a tali progetti nell'Archivio storico Gilcodesign.